# Rotary Connection
Rotary Connection war eine psychedelische Soulband, die 1966 in Chicago gegründet wurde und bis 1974 bestand.

## Geschichte
Die experimentelle Band war eine Idee von Marshall Chess, dem Sohn des Chess-Gründers Leonard Chess. Als Chef von Cadet Concept Records, einem Label, das jungen Musikern zu Aufnahmen verhelfen sollte, wollte er Musik außerhalb von Blues und Rock veröffentlichen und fand dabei die beginnende psychedelische Musikbewegung. Er verpflichtete Charles Stepney, einen Vibraphonisten, Arrangeur und Produzenten, dazu die Mitglieder der wenig bekannten Band The Proper Strangers, Bobby Simms, Mitch Aliotta und Ken Venegas. Sidney Barnes, ein Songwriter aus dem Chess-Stall, Judy Hauff und Minnie Riperton wurden ebenfalls verpflichtet. Dazu kamen noch prominente Sessionmusiker von Chess, darunter der Gitarrist Phil Upchurch und der Schlagzeuger Morris Jennings. Bis zu ihrer Auflösung nahmen sie sechs Alben auf.
Ihr erstes Album, Rotary Connection, war ein bescheidener Erfolg im Mittleren Westen, konnte sich national aber nicht durchsetzen, ein Schicksal, das auch die anderen Platten der Rotary Connection erlitten. Der Nachruhm der Band wurde durch eine Wiederauflage der Alben in den späten 1990er-Jahren und der Aneignung der Musik der Gruppe durch Sampling in der Hip-Hop-Szene gemehrt.
Nach der Auflösung der Band arbeitete Charles Stepney weiter als Produzent, besonders bemerkenswert ist die Zusammenarbeit mit Earth, Wind and Fire. 1976 erlag er einem Herzinfarkt. Minnie Riperton wurde eine erfolgreiche Solokünstlerin, bevor sie 1979 an Krebs starb. Die anderen Mitglieder verblieben entweder als wenig erfolgreiche Künstler im Musikgeschäft oder trennten sich vollkommen von ihm.

## Diskografie

### Alben
| Jahr | Titel             | Höchstplatzierung, Gesamtwochen, AuszeichnungChartsChartplatzierungen (Jahr, Titel, Platzierungen, Wochen, Auszeichnungen, Anmerkungen) | Anmerkungen |
| Jahr | Titel             | US | Anmerkungen |
| ---- | ----------------- | --- | ----------- |
| 1967 | Rotary Connection | US37 (31 Wo.)US |             |
| 1968 | Aladdin           | US176 (5 Wo.)US |             |

Weitere Alben
- 1969: Peace
- 1969: Songs
- 1970: Dinner Music
- 1971: Hey Love (als The New Rotary Connection)

### Singles
| Jahr | Titel Album      | Höchstplatzierung, Gesamtwochen, AuszeichnungChartsChartplatzierungen (Jahr, Titel, Album, Platzierungen, Wochen, Auszeichnungen, Anmerkungen) | Anmerkungen |
| Jahr | Titel Album      | US | Anmerkungen |
| ---- | ---------------- | --- | ----------- |
| 1970 | Want You To Know | US96 (2 Wo.)US |             |